# Birgit Klausmann
Birgit Klausmann, von 1981 bis 2002 Birgit Klausmann-Molter (* 11. September 1956 in Krefeld), ist eine deutsche Lexikografin und Autorin von Wörterbüchern und Sprachlehrwerken für die Sprachen Deutsch, Französisch, Italienisch, Englisch, Spanisch und Türkisch.

## Leben
Nach ihrem Abitur in Krefeld studierte Birgit Klausmann Allgemeine Sprachwissenschaft, Romanistik, Anglistik und Amerikanistik in Düsseldorf, Duisburg und Paris und schloss das Studium 1980 als Magistra Artium (M. A.) ab.
Klausmann war Stipendiatin der Konrad-Adenauer-Stiftung und wurde 1985 an der Universität Duisburg mit einer Dissertation über den französischen Autor Jean Genet zum Dr. phil. promoviert. 
Seit 1981 arbeitet Birgit Klausmann als Lexikografin, Autorin, Übersetzerin und Redakteurin mit dem Schwerpunkt (bilinguale) Lexikografie.
Von 1981 bis 1989 war Klausmann beim Ernst Klett Verlag in Stuttgart beschäftigt. Hier betreute sie die Herausgabe der beiden ersten bilingualen Wörterbücher Italienisch-Deutsch für die neue PONS Reihe, zunächst als festangestellte Redakteurin und ab 1985 in freiberuflicher Position.
Von 1989 bis 1998 war Klausmann hauptsächlich als Lexikografin für den Langenscheidt Verlag in München tätig und erarbeitete hier maßgeblich bilinguale französisch-deutsche Wörterbücher und Lehrwerke.
Daneben hatte sie einen Lehrauftrag für "Kontrastive Lexikologie und Idiomatik Italienisch-Deutsch" an der Universität Düsseldorf.
Von 1998 bis 2003 hatte Birgit Klausmann verschiedene Führungspositionen im Bereich der Neuen Medien inne, u. a. als Bereichsleiterin für Telekommunikation und Multimedia bei der IHK Mittlerer Niederrhein in Krefeld und als Projektleiterin für E-Learning und E-Business in Mönchengladbach und Neuss.
Seit 2003 widmet sich Klausmann wieder verstärkt der Sprach- und Literaturwissenschaft und veröffentlichte seither diverse Wörterbücher und Nachschlagewerke sowie Sprachlehrwerke wie Grammatiken, Lehrbücher und Wortschätze für nationale und internationale Auftraggeber wie Langenscheidt, Klett, Brockhaus, Cornelsen, Hueber, Mondadori und Zanichelli. Sie arbeitet zusätzlich als Übersetzerin und Sprachtrainerin sowie als Gutachterin für sprachwissenschaftliche Projekte.
Seit 2007 ist Birgit Klausmann außerdem als Lektorin und Korrektorin tätig.
Heute betreibt Birgit Klausmann das Redaktionsbüro für Lexikografie, Lektorat und Sprache und das Lektorat und Korrektorat korrekter.de in Krefeld.
Birgit Klausmann ist verheiratet, hat zwei Söhne und lebt in Krefeld.

## Bibliografie (Auswahl)
In den Jahren 1981 bis 2002 veröffentlichte Klausmann ihre Werke unter ihrem Ehenamen Birgit Klausmann-Molter, ab 2002 unter ihrem Namen Birgit Klausmann.

### Wörterbücher
- PONS Globalwörterbuch Italienisch. Klett, Stuttgart 1986, ISBN 3-12-517320-5.
- Dizionario Tedesco Italiano. Zanichelli, Bologna 1986, ISBN 88-08-02970-0.
- PONS Kompaktwörterbuch Italienisch. Klett, Stuttgart 1988, ISBN 3-12-517370-1.
- Dizionario Tedesco Italiano edizione minore. Zanichelli, Bologna 1988, ISBN 88-08-11748-0.
- PONS Standardwörterbuch Türkisch-Deutsch. Klett, Stuttgart 1989, ISBN 3-12-517291-8.
- Langenscheidt Handwörterbuch Französisch. Berlin/München 1995, ISBN 3-468-05154-9.
- PONS Kompaktwörterbuch für alle Fälle Italienisch. Klett, Stuttgart 1998, ISBN 3-12-517370-1.
- PONS Wörterbuch für Schule und Studium Italienisch. Klett, Stuttgart 1998, ISBN 3-12-517490-2.
- Langenscheidt Powerwörterbuch Französisch. Berlin/München 1999, ISBN 3-468-13117-8.
- PONS Basiswörterbuch Italienisch. Klett, Stuttgart 2001, ISBN 3-12-517218-7.
- Langenscheidt Taschenwörterbuch Französisch. Berlin/München 2003, ISBN 3-468-11159-2.
- Langenscheidt e-Taschenwörterbuch Französisch. Berlin/München 2005.
- Langenscheidt Powerwörterbuch Italienisch. Berlin/München 2005, ISBN 3-468-13118-6.
- Dizionario Global Inglese-Italiano. Mondadori, Milano 2006, ISBN 88-04-56484-9.
- Langenscheidt Schulwörterbuch Französisch. Berlin/München 2006, ISBN 3-468-13216-6.
- Langenscheidt Praktisches Wörterbuch Französisch. Berlin/München 2007, ISBN 978-3-468-10461-9.
- Dizionario Power Inglese-Italiano. Mondadori, Milano 2007, ISBN 978-88-04-56059-3.
- Dizionario Global Tedesco-Italiano. Mondadori, Milano 2007, ISBN 978-88-04-56061-6.
- Langenscheidt Großes Taschenwörterbuch Französisch. Berlin/München 2007, ISBN 978-3-468-13062-5.
- Langenscheidt Euro-Wörterbuch Italienisch. Berlin/München 2008, ISBN 978-3-468-91108-8.
- Langenscheidt Großes Schulwörterbuch Französisch. Berlin/München 2008, ISBN 978-3-468-07166-9.
- Dizionario Global Francese-Italiano. Mondadori, Milano 2008, ISBN 978-88-04-56309-9.
- Langenscheidt Abitur-Wörterbuch Französisch. Berlin/München 2008, ISBN 978-3-468-13095-3.
- Langenscheidt Universalwörterbuch Französisch. Berlin/München 2008, ISBN 978-3-468-18156-6.
- Langenscheidt Universalwörterbuch Italienisch. Berlin/München 2008, ISBN 978-3-468-18187-0.
- Langenscheidt Schweizer Wörterbuch Französisch. Berlin/München 2008, ISBN 978-3-468-11402-1.
- Langenscheidt E-Taschenwörterbuch Französisch. Berlin/München 2008, ISBN 978-3-468-90963-4.
- Langenscheidt E-Handwörterbuch Französisch. Berlin/München 2008, ISBN 978-3-468-91032-6.
- Langenscheidt Premium Schulwörterbuch Französisch. Berlin/München 2009, ISBN 978-3-468-11471-7.
- Langenscheidt Großes Studienwörterbuch Französisch. Berlin/München 2009, ISBN 978-3-468-07271-0.
- Dizionario Master Francese-Italiano. Mondadori, Milano 2009, ISBN 978-88-04-59453-6.
- Langenscheidt Powerwörterbuch Deutsch. Berlin/München 2009, ISBN 978-3-468-13110-3.
- Dizionario Power Francese-Italiano. Mondadori, Milano 2010, ISBN 978-88-04-60297-2.
- Schulwörterbuch À Plus! Französisch-Deutsch/Deutsch-Französisch. Cornelsen, Berlin 2011, ISBN 978-3-06-520016-5.
- Schulwörterbuch Réalités Französisch-Deutsch/Deutsch-Französisch. Cornelsen, Berlin 2011, ISBN 978-3-464-22336-9.
- Langenscheidt Dictionnaire Scolaire Allemand. Berlin/München 2012, ISBN 978-3-468-13155-4.
- Klausurwörterbuch Französisch-Deutsch/Deutsch-Französisch. Cornelsen, Berlin 2012, ISBN 978-3-06-023968-9.
- Schulwörterbuch Italienisch. Cornelsen, Berlin 2013, ISBN 978-3-06-023980-1.
- Langenscheidt Praktisches Wörterbuch Französisch. München 2013, ISBN 978-3-468-12157-9.
- Langenscheidt Praktisches Wörterbuch Spanisch. München 2013, ISBN 978-3-468-12347-4.
- Langenscheidt Praktisches Wörterbuch Italienisch. München 2013, ISBN 978-3-468-12187-6.
- Langenscheidt Praktisches Wörterbuch Englisch. München 2013, ISBN 978-3-468-12127-2.
- PONS Standardwörterbuch Französisch. Klett, Stuttgart 2013, ISBN 978-3-12-517577-8.
- Das große Cornelsen Wörterbuch Französisch. Berlin 2013, ISBN 978-3-06-023970-2.
- Langenscheidt Schulwörterbuch Pro Französisch. München 2013, ISBN 978-3-468-11472-4.
- Langenscheidt Universalwörterbuch Französisch. München 2014, ISBN 978-3-468-18159-7.
- Langenscheidt Universalwörterbuch Italienisch. München 2014, ISBN 978-3-468-18180-1.
- Langenscheidt Abitur-Wörterbuch Französisch. München 2014, ISBN 978-3-468-13079-3.
- PONS Kompaktwörterbuch Französisch. Stuttgart 2014, ISBN 978-3-12-517374-3.
- PONS Kompaktwörterbuch Italienisch. Stuttgart 2014, ISBN 978-3-12-517376-7.
- PONS Schülerwörterbuch Klausurausgabe Italienisch. Stuttgart 2014, ISBN 978-3-12-517346-0.
- Wortprofi. Oldenbourg Schulbuchverlag, München 2014, ISBN 978-3-637-01689-7.
- PONS Standardwörterbuch Französisch. Stuttgart 2016, ISBN 978-3-12-516032-3.
- Langenscheidts Wörterbuch Französisch. München 2018, ISBN 978-3-468-12397-9.
- Langenscheidts Wörterbuch Englisch. München 2018, ISBN 978-3-468-12396-2.
- Langenscheidts Großes Schulwörterbuch Französisch. München 2019, ISBN 978-3-468-11474-8.
- PONS Standardwörterbuch Plus Französisch. Stuttgart 2019, ISBN 978-3-12-516184-9.

### Sprachlehrwerke
- Langenscheidt Zertifikatswortschatz Französisch A1. Berlin/München 2008, ISBN 978-3-468-20302-2.
- Langenscheidt Grundwortschatz Französisch. Berlin/München 2009, ISBN 978-3-468-20152-3.
- Langenscheidt Die Top 1000 Wörter Französisch. Berlin/München 2009, ISBN 978-3-468-38535-3.
- Langenscheidt Premium-Grundwortschatz Französisch. Berlin/München 2011, ISBN 978-3-468-20216-2.
- Langenscheidt Grund- und Aufbauwortschatz Französisch. Berlin/München 2012, ISBN 978-3-468-20153-0.
- J'ai compris. Typische Französisch-Fehler sicher vermeiden. Compact Verlag, München 2014, ISBN 978-3-8174-9330-2.
- Langenscheidt Sag's auf Französisch. München 2015, ISBN 978-3-468-38543-8.
- PONS Übungsgrammatik Englisch. Stuttgart 2016, ISBN 978-3-12-562574-7.
- PONS Übungsgrammatik Französisch. Stuttgart 2016, ISBN 978-3-12-562575-4.

### Sonstige
- Außenseiter Frau. Zur Darstellung der Frau in den Werken von Jean Genet. Frankfurt am Main 1986, ISBN 3-8204-5529-9.

### Online
- Online-Grammatik Englisch. 2005.
- Online-Grammatik Französisch. 2005.
- Online-Grammatik Spanisch. 2005.
- Online-Sprachführer Wirtschaftsenglisch. 2007.
- Online-Sprachführer Telefonenglisch. 2007.